# Љубица Габрић
Љубица Габрић (итал. Ljubica "Gabre" Gabric; Имотски, 17. октобар 1914 — Бреша 16. децембар 2015) била је италијанска атлетичарка специјалиста за бацање диска. Два пута је учествовала на Летњим олимпијским играма и Европским првенствома, четворострука првакиња Италије.
Као ветеран на светском првенству ветерана у категорији старијих од 95 година поставила је 4 важећа светска рекорда у четири разне атлетске дисциплине..

## Биографија
Љубица Габрић рођена је и Имотском, који је у то време био део Аустроугарске монархије. Са девет година отац је води у Чикаго код стрица, али се после неколико година вратила у Далмацију у Задар, који је између два рата био италијански.
Слободно време на наговор бацача копља Бруна Тесте, прводи бавећи се атлетиком као чланица Societa Ginnastica Zara (Гимнастичко друштво Задар, основано 1876), тренирајући са Отавиом Мисонијем. Заволела је атлетику и буквално цео живот је посветила „краљици спортова“, јер јој је последње такмичење на којем је учествовала било је Европско првенство за ветеране у Њиређхази у Мађарској 2010.
На њему се достојно опростила од атлетике — у конкуренцији ветераник старијих од 95 година, (тада је имала 96 година) освојила је три златне медаље — у бацању кугле, копља и диска, који јој је био главна дисциплина током цене каријере. Истина Љубица Габре Габрик-Калвези није имала ривалке, али поставила је и оставила својим наследницама (ако их буде) светске рекорде у бацању диска (12,86 м) и кугле (5,32 м).
На Олимпијским играма у Берлину 1936. заузела је 10 место у бацању диска (34,31 м), а због Другог светског рата друго и уједно последње олимпијско учешће било јој је 12 година касније у Лондону 1948., када је заузела 17 место. Учествовала је и на европским првенствиоима 1938 и 1950. На првом је заузела шесто, а на другом седмо место. То што као сениорка није успевала да се домогне медаље на великим такмичењима постигла је на италијанским првенствима освојивши 4 титуле (1937, 1939, 1941 и 1942. године).
За репрезентацију Итљалије наступала је од 1936—1950. По завршетку атлетске каријере 1954. бавила се спотским новинарством.
У најбољој форми 1939. Тада је поставила лични рекорд 43,35 м, што би у Берлину био довољан за медаљу. Како је добро бацала копље и кугле те скакала, окушала се и у петобоју.
Пред рат сели у Торино, а затим у Милано па Брешу где се након Другог светског рата удала за италијанског атлетског тренера Алесандра Сандра Калвезија, чији је најпознатији ученик био Француз Ги Дри светски рекордер на 110 метара препоне. Кавези је тренирао и италијанског рекордера Едија Отоза, освајача бронзане медаље на Олимпијским играма 1968. у Мексику.
Еди Отиз био је и двосртуки европски првак на отвореном и троструки у дворани, био је зет Љубице Габрић, пошто се венчао њену кћерку Лијану. Имали су троје деце и сви су били су атлетичари. Најуспешнији био је Лоран, који је учествовао на олимпијским играма 1992. и 1996. и који је 1994. оборио италијански рекорд (13,46), који је од 1968. држао његов отац. Патрик Отоз је трча 400 м са препонама, учесник је Светско првенство у атлетици 1995. а лични рекорд му је 49,24. Кћерка Пилар је брзо напустила атлетску и запослила се као новинар у РАИ-у.
На наговор кћерке Лијане, да се настави такмичити у категорији ветерана. На светским и европским првенствима за ветеране освојила је 14 златних и 4 сребрне медаље.
Љубица Габрић умрла је у Бреши 16. децембра 2015. у 101 години живота. Била је последњи живи атлетичар који је учествовао на Летњим олимпијским играма 1936. у Берлину.

## Значајнији резултати
| Година        | Такмичење                    | Место         | Дисциплина       | Пласман      | Резултат     | Белешка      |
| као сениорка  | као сениорка                 | као сениорка  | као сениорка     | као сениорка | као сениорка | као сениорка |
| ------------- | ---------------------------- | ------------- | ---------------- | ------------ | ------------ | ------------ |
| 1936          | Олимпијске игре              | Берлин        | Бацање диска     | 10.          | 34,31 м      |              |
| 1938          | Европско првенство           | Беч           | Бацање диска     | 6.           | 35,53 м      | [ 3 ]        |
| 1948          | Олимпијске игре              | Лондон        | Бацање диска     | 17.          | 34,17 м      |              |
| 1950          | Европско првенство           | Брисел        | Бацање диска     | 7.           | 37,73 м      | [ 4 ]        |
| као ветеранка |                              |               |                  |              |              |              |
| 2007          | Светско првенство            | Ричионе       | Бацање кугле W90 | 1.           | 4,35 м       | [ 5 ]        |
| 2007          | Светско првенство            | Ричионе       | Бацање диска W90 | 1.           | 11,45 м      | [ 5 ]        |
| 2007          | Светско првенство            | Ричионе       | Бацање копља W90 | 2.           | 6,93 м       | [ 5 ]        |
| 2008          | Светско првенство у дворани  | Клермон Феран | Бацање кугле W90 | 1.           | 4,73 м       | [ 6 ]        |
| 2008          | Светско првенство у дворани  | Клермон Феран | Бацање диска W90 | 1.           | 11,49 м      | [ 6 ]        |
| 2008          | Светско првенство у дворани  | Клермон Феран | Бацање копља W90 | 1.           | 6,87 м       | [ 6 ]        |
| 2009          | Светско првенство            | Лахти         | Бацање кугле W90 | 2.           | 4,73 m       | [ 7 ]        |
| 2009          | Светско првенство            | Лахти         | Бацање диска W90 | 2.           | 12,55 м      | [ 7 ]        |
| 2009          | Светско првенство            | Лахти         | Бацање копља W90 | 2.           | 7,36 м       | [ 7 ]        |
| 2008          | Европско првенство           | Љубљана       | Бацање кугле W90 | 1.           | 4,73 м       | [ 8 ]        |
| 2008          | Европско првенство           | Љубљана       | Бацање диска W90 | 1.           | 11,86 м      | [ 8 ]        |
| 2008          | Европско првенство           | Љубљана       | Бацање копља W90 | 1.           | 7,97 м       | [ 8 ]        |
| 2009          | Европско првенство у дворани | Анкона        | Бацање кугле W90 | 1..          | 4,72 м       | [ 9 ]        |
| 2009          | Европско првенство у дворани | Анкона        | Бацање диска W90 | 1.           | 12,02 м      | [ 9 ]        |
| 2009          | Европско првенство у дворани | Анкона        | Бацање копља W90 | 1.           | 7,85 м       | [ 9 ]        |
| 2010          | Европско првенство           | Њиређхаза     | Бацање кугле W95 | 1.           | 5,32 м       | СР           |
| 2010          | Европско првенство           | Њиређхаза     | Бацање диска W95 | 1.           | 12,86 м      | СР           |
| 2010          | Европско првенство           | Њиређхаза     | Бацање копља W95 | 1.           | 7,92 м       | [ 10 ]       |

## Светски рекорди за ветеране
Љубица Габрић држи четири светска рекорда у категорији Ветерани W95 (спортисти који су завршили деведесет пет године живота),, званично признатих од стране World Masters Athletics и Италијанске атлетске федерације (ФИДАЛ) са признатим датумом рођења 1914. године.
| Дисциплина      | Категорија | Резултат  | Датум            | Место     | Белешка |
| --------------- | ---------- | --------- | ---------------- | --------- | ------- |
| Бацање кугле    | W 95       | 5,32 м    | 23. јул 2010.    | Њиређхаза | [ 13 ]  |
| Бацање кладива  | W 95       | 12,86 м   | 21. јул 2010.    | Њиређхаза | [ 13 ]  |
| Бацање чекића   | W 95       | 4,67 м    | 9. октобар 2010. | Мачерата  | [ 13 ]  |
| Бацачки петобој | W 95       | 3.923 бод | 9. октобар 2010. | Мачерата  | [ 13 ]  |